# Session Border Controller
SBC (англ. Session Border Controller — пограничный контроллер сессий) — оборудование операторского класса (программное или аппаратное), являющееся частью операторских NGN сетей. Пограничные контроллеры сессий выполняют целый ряд функций, необходимых не только для успешного и безопасного функционирования операторской сети, но и для стабильного развития операторского бизнеса.
SBC располагаются на границе операторской сети и осуществляют следующие функции: трансляция сигнальных протоколов и их диалектов, анализ качества медиа-каналов, по которым осуществляется маршрутизация голосового трафика (такие параметры как задержка, джиттер, процент потери пакетов и пр.), обеспечение качества обслуживания, оговорённого в SLA (англ. Service Level Agreement — соглашение об уровне услуг), сбор статистической информации, контроль RTP-трафика и др.
SBC является единой точкой входа-выхода в сеть оператора, благодаря чему скрывается топология сети, повышается её надёжность и отказоустойчивость (SBC отбивает DoS-атаки), упрощаются задачи конфигурирования и администрирования.
Сокрытие топологии сети позволяет, с одной стороны, обезопасить сеть от вторжения извне и попыток изменить настройки оборудования, а с другой, позволяет транзитным операторам вести бизнес, не опасаясь, что оригинаторы и терминаторы трафика исключат их из «цепочки», как ненужное звено.
Для обеспечения высокого уровня надёжности, Session Border Controller должен поддерживать шифрование сигнального (например такие варианты как SIPS (англ. SIPS) и/или SIP поверх TLS) и медиа-трафика (SRTP, ZRTP).

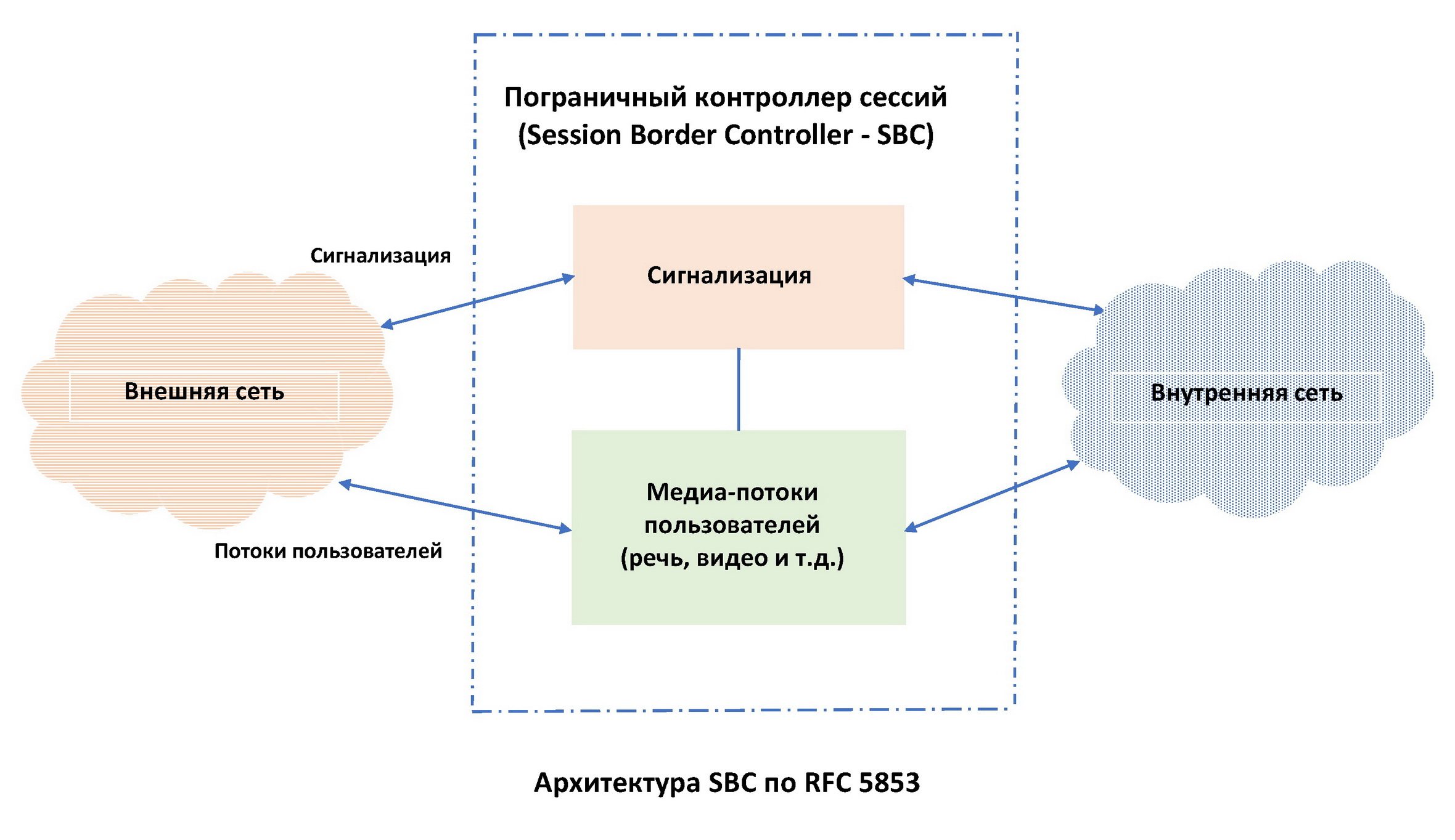
Архитектура SBC согласно RFC5853

## Применение
Пограничный контроллер сессий используется на границах сетей:
- между сетями операторов связи
- между сетью оператора и корпоративной сетью связи
- между сетью оператора и конечным пользователем

## Функции SBC

### Общие требования
- Сокрытие топологии сети (в частности, SIP B2BUA)
- Нормализация и трансляция сигнальных протоколов (например SIP <-> H.323, а также MGCP / H.248)
- Нормализация и трансляция медиа-протоколов (транскодинг медиа-данных из одного кодека в другой)
- Обеспечение единой точки съема трафика (например для зеркалирования и СОРМ)
- Единая точка сбора биллинговой информации
- Управление нагрузкой (защита от атак, сглаживание всплесков трафика, защита внутренней сети от перегрузки)
- Контроль доступа (Протокол AAA, CDR, анализ статистики трафика)

### Специальные требования к межоператорскому SBC
- Организация единой точки взаимодействия сетей
- Мониторинг качества (QoS)

### Специальные требования к SBC для взаимодействия с клиентами
- Обеспечение прохождения NAT
- Обеспечение доступности внезвонковых сервисов для авторизованных абонентов (регистрация оконечных устройств, подписки, информирование о статусах, SIMPLE и т. д. т.п.)
- Организация единой точки подключения абонентов

## Пример работы SBC для SIP
В случае использования протокола SIP, пограничный контроллер сессий должен иметь возможность работы как сервер типа B2BUA (для полного сокрытия топологии SIP-сети от участников вызова). 

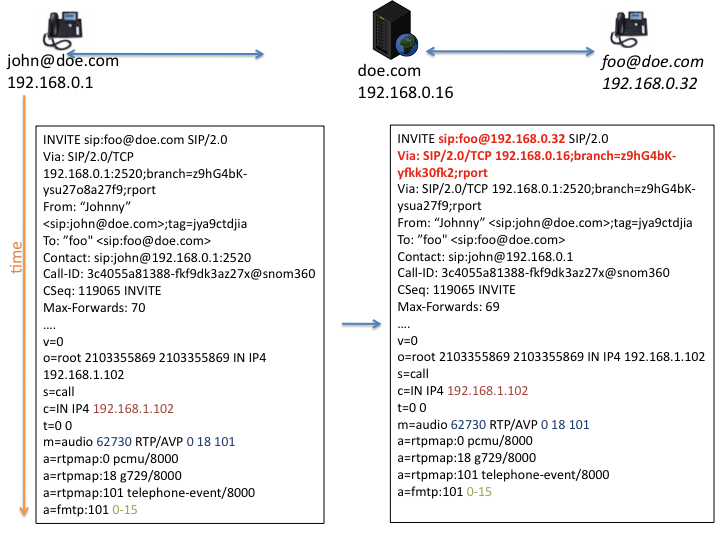
Простой SIP-вызов
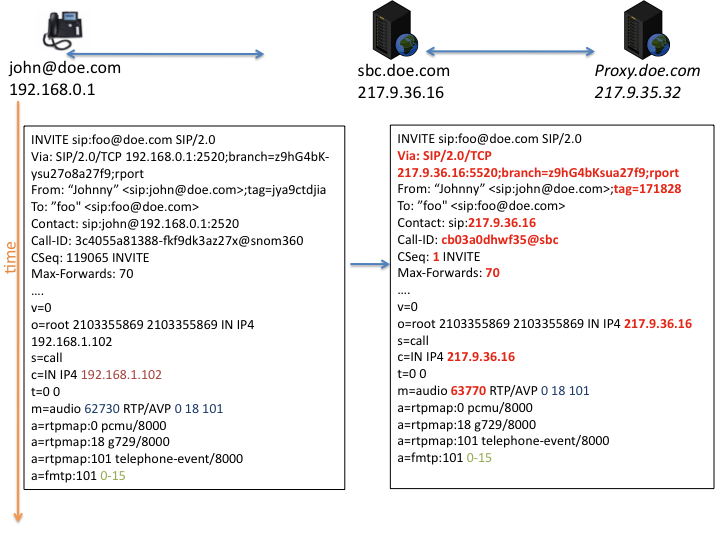
SIP-вызов через SBC

## Недостатки применения SBC
SBC-контроллеры нарушают сквозную природу соединений SIP, как установленные в «разрыве» таких соединений, поэтому:
- если SBC работает как сервер B2BUA, то он должен «понимать» принимаемые сообщения. Это означает, что для применения новых версий протокола SIP на сети может потребоваться и обновление программного обеспечения SBC, если таковое будет в наличии и доступно данному оператору связи, в противном случае реализовать новые функции и услуги на сети будет невозможно[2];
- усложняется реализация мониторинга вызовов SIP, поскольку делать его теперь нужно не на сквозном соединении, а на двух «плечах»: от сервера SIP до SBC, и от SBC до оконечного пользователя, и затем коррелировать собранные таким образом два объёма данных[2];
- при передаче пакетов для служб реального времени (например, речь и видео) через SBC вносится дополнительная задержка, что может ухудшить качество таких служб, и потребовать более скоростных и, соответственно, более дорогих трактов передачи цифровых потоков[2];
- при использовании шифрования медиа-трафика может потребоваться доступ SBC к ключам шифрования, с последующими дешифрацией и повторной шифрацией сообщений, что нежелательно с точки зрения безопасности, в результате чего SBC, одна из функций которого состоит в защите абонентов от несанкционированного доступа, сам может явиться уязвимым местом[3]. Также, в целях безопасности может потребоваться установление доверительных отношений абонентов SIP с SBC[4].